# Dzhalilabad
Dzhalilabad är en distriktshuvudort i  Azerbajdzjan.   Den ligger i distriktet Cəlilabad, i den sydöstra delen av landet, 180 km sydväst om huvudstaden Baku. Dzhalilabad ligger 39 meter över havet och antalet invånare är 36 259.
Terrängen runt Dzhalilabad är lite kuperad. Dzhalilabad är det största samhället i trakten.
Trakten runt Dzhalilabad består till största delen av jordbruksmark. Runt Dzhalilabad är det ganska tätbefolkat, med 104 invånare per kvadratkilometer.